# Горняк (Можгинський район)
Горня́к (рос. Горняк) — село (колишнє селище) в Можгинському районі Удмуртії, Росія.
Село було утворене як робітниче селище біля родовища будівельного піску, кар'єри якого зараз розташовані на північній околиці села. До них підведена залізниця від станції Пичас.
Урбаноніми:
- вулиці — Комунальна, Лісова, Миру, Молодіжна, Нова, Південна, Праці, Промислова, Річкова, Сонячна, Спорту
- провулки — Спорту, Шкільний

## Населення
Населення — 691 особа (2010; 676 в 2002).
Національний склад станом на 2002 рік:
- удмурти — 57 %